# X-Men Mangá
X-Men Mangá (X-Men: The Manga, em inglês) é uma série de mangá desenvolvida por Hiroshi Higuchi, Miyako Kojima, Koji Yasue, e outros. Distribuída por Bamboo Comics e Marvel Comics. Produzida em meados da década de 1990, contém 12 volumes. É um mangá inspirado na série animada X-Men: Animated Series e produzido para o público japonês. A Marvel usou esse título como uma outra tentativa de penetrar no mercado japonês de quadrinhos (os outros sendo Spider-Man: The Manga e Hulk: The Manga na década de 1970). Em 1998, a Mythos Editora publicou 2 números do mangá no Brasil.